# Escola de Magistratura do Estado do Rio de Janeiro
A Escola de Magistratura do Estado do Rio de Janeiro (EMERJ) é uma instituição de ensino destinada à formação e aperfeiçoamento de magistrados e à disseminação do conhecimento jurídico. É pioneira entre as Escolas da Magistratura no Brasil.

## História
Foi criada pela Lei Estadual n.º 1.395, em 8 de dezembro de 1988, mesmo ano da promulgação da Constituição da República Federativa do Brasil.
Entre seus vários cursos oferecidos há o de iniciação da magistratura, com a finalidade de transmitir conhecimentos e relatar experiências aos novos juízes nomeados pelo Presidente do Tribunal de Justiça, bem como o de vitaliciamento (durante o período do quinto ao vigésimo quarto mês da carreira do magistrado) e o aperfeiçoamento para promover a participação do juiz de direito em eventos sob a forma de seminários gratuitos, congressos, conferências, palestras, painéis e outras atividades voltadas ao seu aprimoramento intelectual, ético e administrativo.

## Especialização em Direito Público e Privado
Além dos cursos livres e de extensão, voltados ao público em geral, há também o curso de Especialização em Direito Público e Privado, oferecido presencialmente ao nível de pós-graduação lato sensu, com o objetivo de aprimorar o raciocínio jurídico e ampliar o conhecimento atualizado na área do Direito.

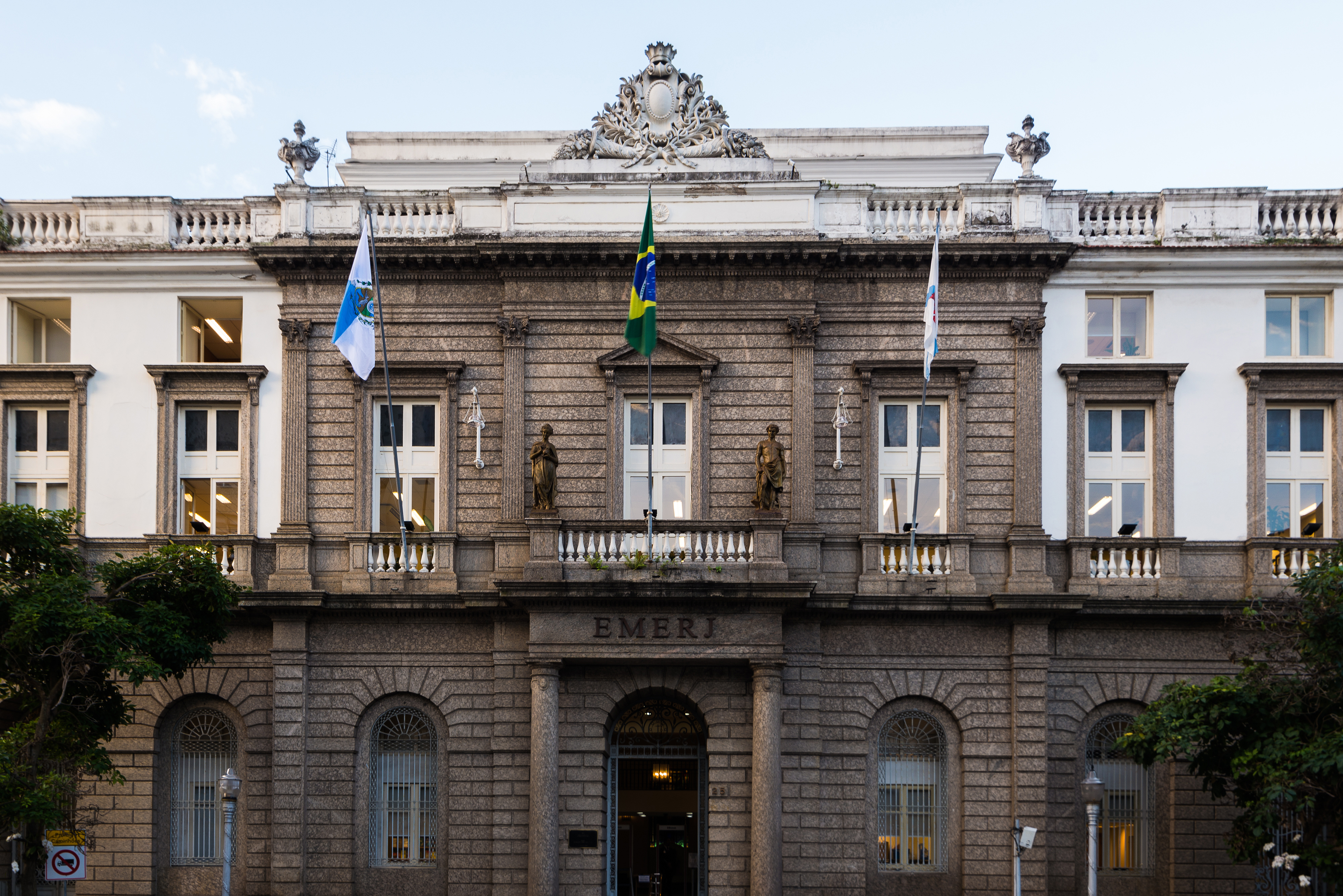
Fachada frontal do edifício da EMERJ, em estilo eclético com tendência neoclássica

Destinado a bacharéis em direito, aprovados e classificados em prova de seleção, que buscam aprofundar sua formação teórica e prática com o intuito de seguirem a carreira da magistratura, o curso adota uma metodologia sui generis que inclui aplicação de provas e testes individuais recorrentes, e acompanhamento contínuo do desempenho dos estudantes, com base nos índices de participação e assimilação dos conteúdos ministrados ao longo de três anos.
O curso qualifica seus concluintes para lecionar em instituições de ensino superior em Direito e fornece o comprovante de prática jurídica de três anos, um requisito constitucional exigido para o ingresso em carreiras jurídicas, como a Magistratura e o Ministério Público.Além disso, a instituição é reconhecida como uma das três escolas de magistratura de maior excelência acadêmica, consideravelmente devido às suas baixas taxas de aceitação e ao rigor metodológico, tornando-se referência para outras escolas de magistratura no país.

## Biblioteca Desembargador José Carlos Barbosa Moreira
A Biblioteca Desembargador José Carlos Barbosa Moreira, vinculada à Escola da Magistratura do Estado do Rio de Janeiro (EMERJ) e ao Tribunal de Justiça do Estado do Rio de Janeiro (TJRJ), compreende um dos maiores e mais relevantes acervos jurídicos do Brasil, com cerca de 170 mil volumes, abrangendo revistas acadêmicas, doutrinas, tratados, legislação e jurisprudência. Reconhecida como uma das mais importantes bibliotecas jurídicas do país, ela possui coleções de grandes juristas, periódicos especializados e obras raras de valor histórico essenciais para o estudo e a pesquisa na área do Direito, algumas das quais, devido à sua relevância e antiguidade, também podem servir como fontes valiosas para pesquisas e estudos no âmbito da História.
O espaço é dedicado ao aperfeiçoamento de magistrados, servidores e colaboradores do TJRJ, alunos e ex-alunos da EMERJ, bem como ao público em geral, oferecendo acesso a um vasto acervo de materiais especializados. Em 2023, o espaço registrou mais de 42 mil atendimentos, evidenciando a sua importância para a comunidade jurídica e acadêmica. O acesso ao acervo é facilitado pela plataforma virtual da EMERJ, que armazena 2.400 obras jurídicas e disponibiliza essas publicações de forma digital para seus alunos.
A biblioteca também se destaca por seu esforço em preservar a memória jurídica do país, com recentes acréscimos de acervos de grande valor histórico. Em 2021, o acervo do ex-ministro Carlos Alberto Menezes Direito foi doado à instituição, ampliando ainda mais a riqueza do conteúdo disponível. De igual maneira, em 2024, o acervo do desembargador Jorge Fernando Loretti também foi doado para a biblioteca, reforçando ainda mais a importância e a diversidade do material jurídico acessível à pesquisa e ao estudo.

## Histórico das Instalações da EMERJ

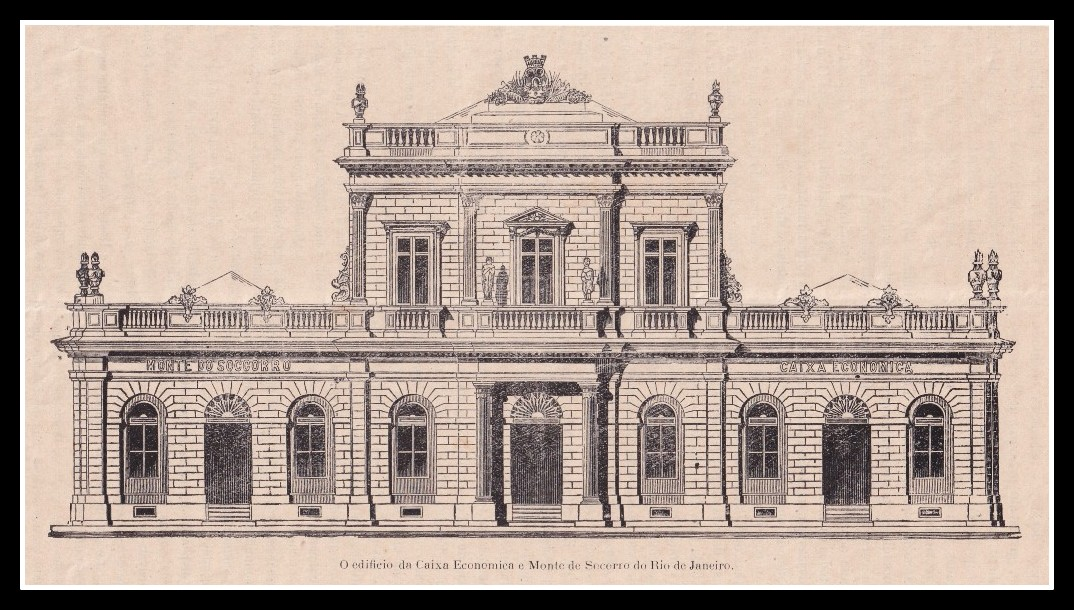
Projeto arquitetônico de 1887 para a criação do prédio da Caixa Econômica e o Monte de Socorro da Corte, atual sede da EMERJ

Nos seus primeiros anos de atividade, a Escola da Magistratura do Estado do Rio de Janeiro (EMERJ) operou como uma instituição itinerante, utilizando as instalações do Tribunal de Justiça do Rio de Janeiro, do extinto Tribunal de Alçada Cível e da Universidade do Estado do Rio de Janeiro (UERJ). Em 1995, com a construção do Edifício Lâmina II do Tribunal de Justiça e o aproveitamento da área sobre o edifício original, a EMERJ estabeleceu sua primeira sede oficial, localizada no quarto andar do Fórum Central.

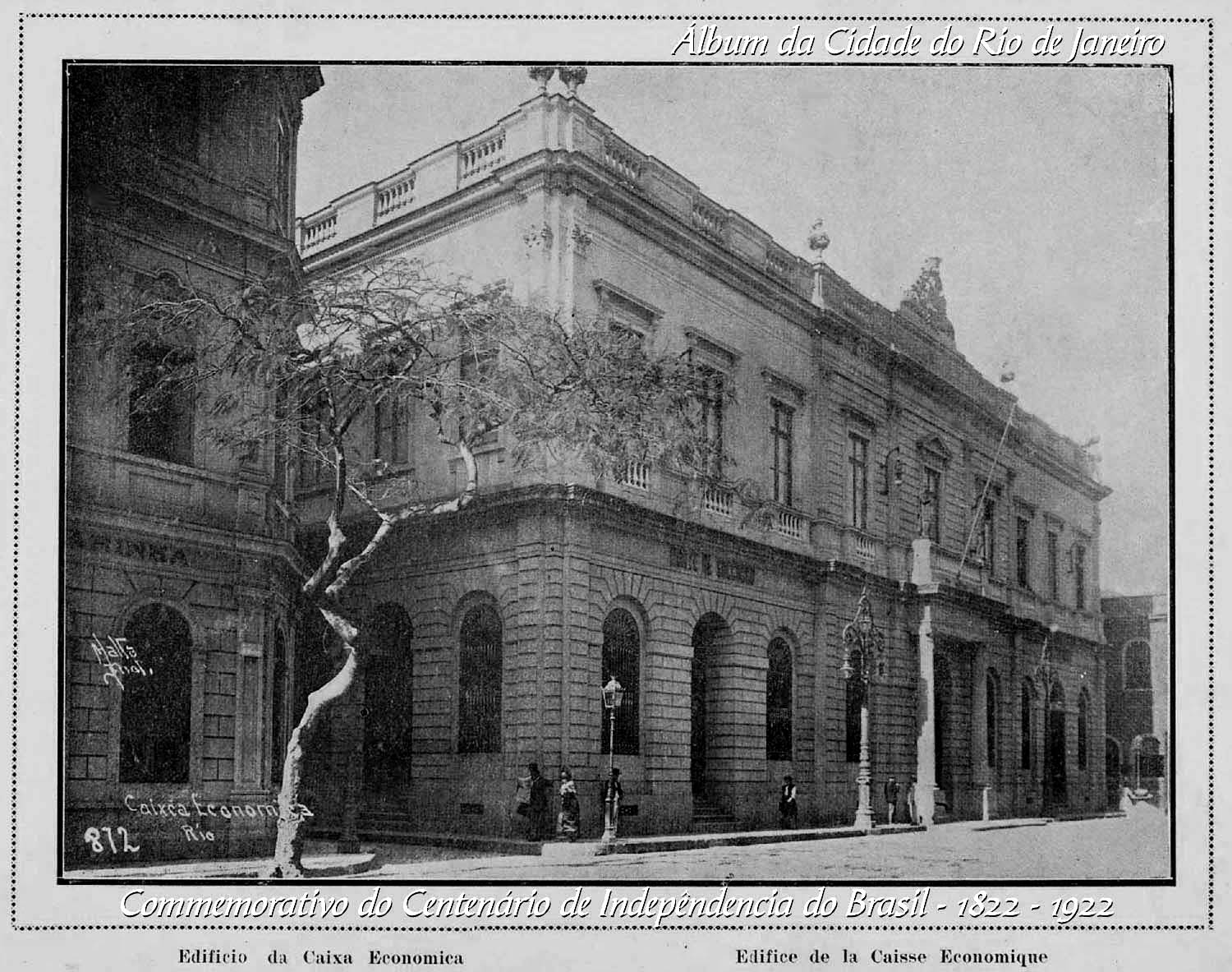
Edifício atualmente ocupado pela EMERJ, que em 1922 ainda sediava a Caixa Econômica

Em 2012, a Escola da Magistratura transferiu-se para o edifício histórico tombado, de arquitetura eclética, situado na Rua Dom Manuel, nº 25, próximo ao Tribunal de Justiça do Estado do Rio de Janeiro, no centro da cidade. Este prédio, erigido no final do século XIX para servir como sede da Caixa Econômica, foi projetado por Béthencourt da Silva, discípulo de Grandjean de Montigny na Academia Imperial de Belas Artes, e passou por diversas ocupações ao longo dos anos.
Em 1940, foi alocado para uso do antigo Tribunal de Justiça do Estado do Rio de Janeiro e, a partir da década de 1960, abrigou a Procuradoria Geral do Estado do Rio de Janeiro (PGE RJ). Após uma série de intervenções estruturais, o edifício foi cedido pelo governo estadual ao Tribunal de Justiça, que o destinou como sede definitiva da Escola da Magistratura do Estado do Rio de Janeiro. Em 2006, o prédio teve seu tombamento definitivo oficializado pelo Instituto Estadual do Patrimônio Cultural (INEPAC).

## Revista da EMERJ

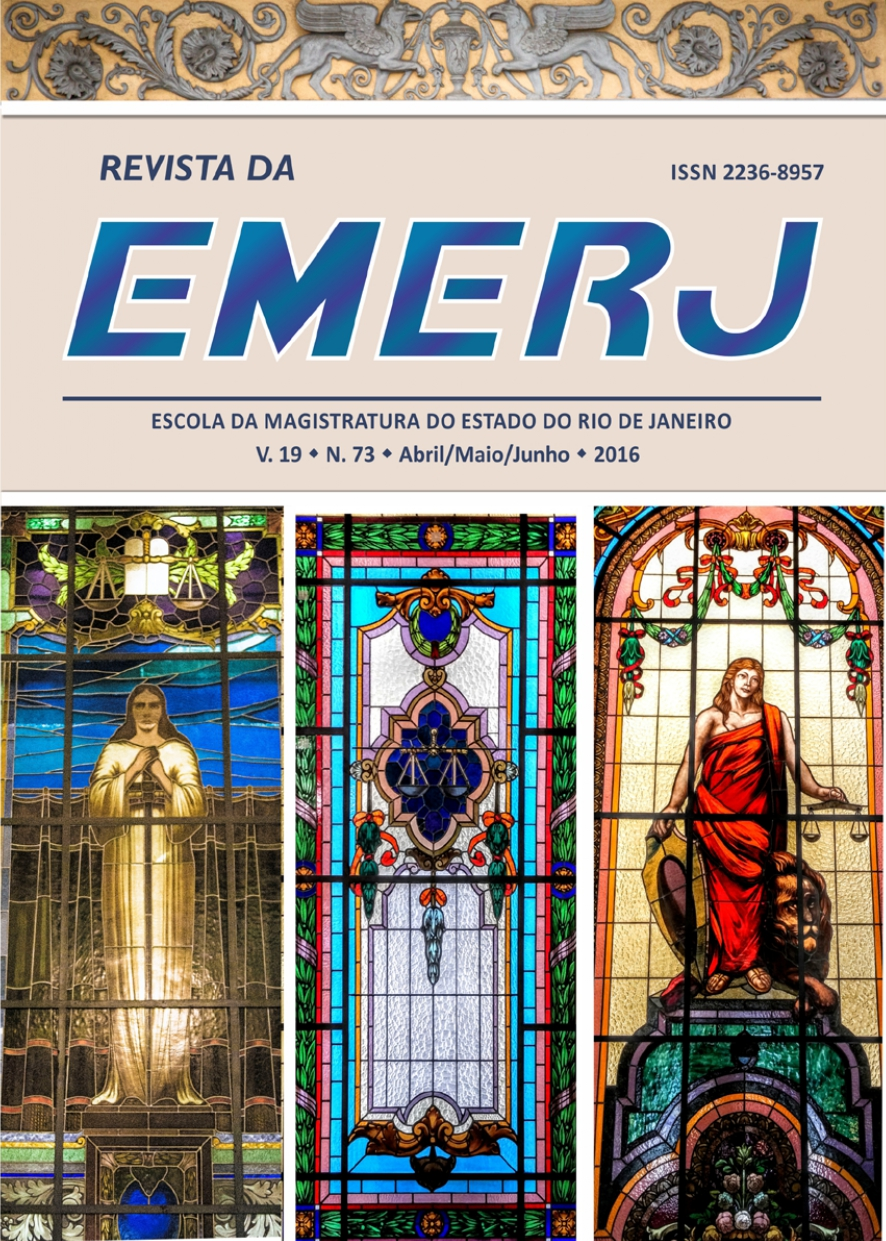
Capa do Volume 19, Número 73 (abr.-jun. 2016) da Revista da EMERJ

Editada pela Editora EMERJ desde 1998, a Revista da EMERJ é uma publicação acadêmico-científica voltada para diversas áreas do Direito, tendo publicado, desde então, mais de 100 volumes. Com periodicidade anual de até quatro edições, a Revista visa divulgar o conhecimento jurídico por meio da veiculação inédita de artigos científicos, ensaios e estudos de dogmática jurídica, com abordagens teóricas e aplicadas, redigidos em português, espanhol e inglês.
O periódico é disponibilizado nas versões on-line e impressa, contando com uma Equipe Editorial composta por juristas acadêmicos de referência — como Fredie Didier Jr. e Lenio Streck — e autoridades do judiciário, a exemplo do Ministro do Supremo Tribunal Federal (STF) Luiz Fux e dos Ministros do Superior Tribunal de Justiça (STJ) Marco Aurélio Bellizze e Luis Felipe Salomão.
Nessa perspectiva a Revista busca fomentar debates críticos e interdisciplinares no âmbito do Direito, contribuindo para o enriquecimento da cultura acadêmica e profissional da comunidade jurídica brasileira. Com sistema de fluxo contínuo, aceita a submissão de textos inéditos com relevância acadêmica e rigor metodológico. Os trabalhos submetidos são avaliados por pareceristas doutores, seguindo o sistema de revisão por pares.

## Podcast Roteiros do Direito
O podcast "Roteiros do Direito" é um programa produzido pela Escola da Magistratura do Estado do Rio de Janeiro (EMERJ) em parceria com a Rádio Roquette-Pinto, visando tornar o conhecimento jurídico mais acessível à população. Lançado em 22 de março de 2022, o podcast adota uma abordagem pedagógica para oferecer informações claras sobre temas do Direito que impactam o cotidiano dos cidadãos.
Ao longo de seus 32 episódios, foram abordados temas como dano moral, Lei Geral de Proteção de Dados Pessoais (LGPD), adoção e meio ambiente, sempre com convidados especializados que contribuíram para a discussão de maneira acessível e informativa.

## Rede Solidária
A EMERJ, por intermédio do projeto "Rede Solidária", busca incentivar valores humanitários entre seus estudantes e na sociedade do estado do Rio de Janeiro. Essa iniciativa se concretiza regularmente mediante campanhas sociais, visando promover a empatia, a solidariedade e o senso de responsabilidade de cada cidadão.
As atividades vão desde o funcionamento da instituição como ponto de coleta organizado de livros, brinquedos, roupas e cobertores em datas específicas, até o enfrentamento da fome e da sede, por meio de doações feitas pelos estudantes, entre outras formas de mobilização como recepcionar campanhas de doação de sangue em cooperação com o Hemorio.
O projeto também apoia ativamente movimentos que estimulam a participação em causas humanitárias, contribuindo para a construção de uma mentalidade que promova uma postura comprometida com o cuidado do bem-estar das populações, sobretudo as mais vulneráveis.

## Homenagem no Santuário Cristo Redentor
A Escola da Magistratura do Estado do Rio de Janeiro recebeu uma homenagem em seu 35º aniversário, no Corcovado. Na noite de 16 de fevereiro de 2023, o Cristo Redentor foi iluminado na cor azul em celebração à data. O evento contou com a presença de magistrados, funcionários da EMERJ e do padre Omar Raposo, reitor do Santuário Arquidiocesano Cristo Redentor.